# Wilster
Wilster – miasto w Niemczech, w kraju związkowym Szlezwik-Holsztyn, w powiecie Steinburg, siedziba urzędu Wilstermarsch.

## Historia
Miasto lokowane na prawie lubeckim w 1282 roku. Stanowi ośrodek handlowy i usługowy dla regionu hodowli bydła. Posiada zabytkowe, renesansowe Stare Miasto, zbudowane w 1585 roku. 

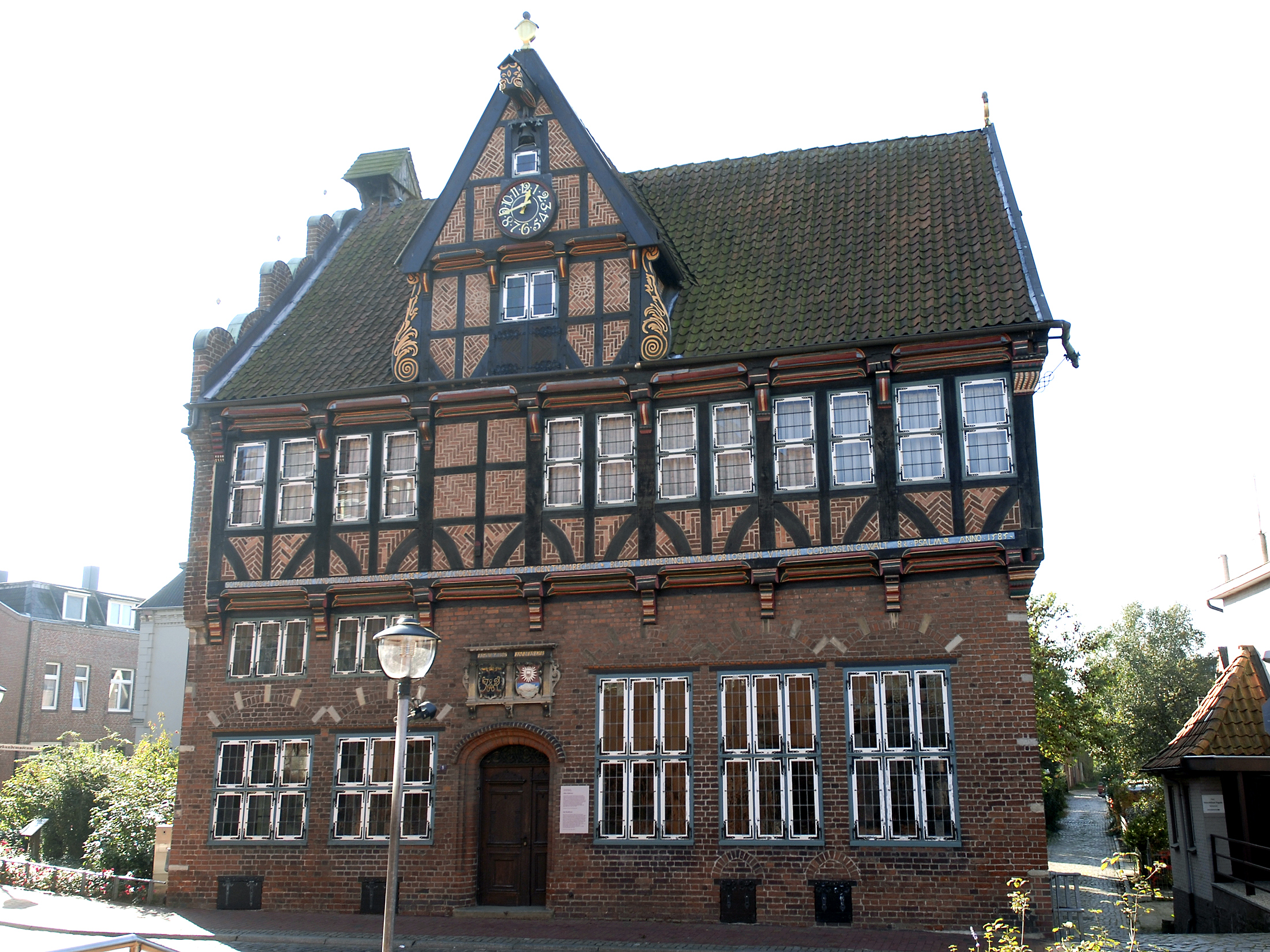
Stary ratusz w Wilster